# Narcosis (jeu vidéo)
Pour les articles homonymes, voir Narcosis.
Narcosis est un jeu vidéo de type survival horror développé et édité par Honor Code, sorti en 2017 sur Windows, Mac, Xbox One et PS4 compatible PlayStation VR depuis le 24 juillet 2018.
Il met en scène la survie d'un scaphandrier industriel dans une base sous-marine de l'océan Pacifique isolée à la suite d'une catastrophe.

## Système de jeu
Le personnage ne peut pas attaquer.

## Accueil
- Canard PC : 7/10[1]
- Jeuxvideo.com : 14/20[2]